# Ночь воспоминаний
«Ночь воспоминаний» (кор. 기억의 밤) — южнокорейский психологический триллер 2017 года, снятый Чан Хан Джуном по собственному сценарию. Главные роли в фильме исполнили Кан Ха Ныль и Ким Му Ёль.

## Сюжет
Джин Сок, молодой человек, который переезжает в новый дом со своей матерью, отцом и старшим братом Ю Соком. В новом доме у Джин Сока дела идут неважно. Однажды дождливой ночью он становится свидетелем того, как Ю Сока похищают и затаскивают в машину. На девятнадцатый день старший брат возвращается. Однако Джин Сок начинает замечать несоответствия в своей семье. Затем он и вовсе понимает, что эти люди не его семья, а некто, притворяющиеся его семьёй. Он убегает из дома и обращается в полицию. Когда в участке он говорит, что ему 21 год, скептически настроенный офицер спрашивает его, какой сейчас год. Он отвечает, что сейчас 1997 год. Офицер сообщает, что на самом деле сейчас 2017 год, а Джин Соку — 41 год.
Шокированный Джин оглядывается и видит признаки современной жизни: планшет, смартфоны, светодиодный телевизор с плоским экраном, показывающий встречу нынешнего президента Республики Кореи Мун Чжэ Ина и президента США Дональда Трампа. Он уходит в замешательстве и возвращается к своей «семье» за ответами. Молодой человек, притворяющийся его братом, «Ю Сок», рассказывает, что двадцать лет назад была убита девочка-подросток и её мать. Дело было заморожено, поэтому семья жертв наняла «Ю Сока», чтобы найти убийцу. В воспоминаниях показано, что Джина похитили и пытали, чтобы он признался, но он ни в чём так и не сознался. Психиатр предположил, что он подавлял свою память, потому что событие было слишком травмирующим. Команда заставляет психиатра загипнотизировать его, вернув его к его последнему счастливому воспоминанию в 1997 году, полагая, что, если они смогут воспроизвести события убийства, Джин сможет восстановить свои воспоминания и рассказать им, что произошло. Всё шло по плану до той ночи, когда Джин Сок увидел похищение «Ю Сока». На самом деле его арестовывали за мошенничество, и он отсутствовал 19 дней, потому что именно столько времени он провёл в тюрьме. Вернувшись в настоящее, Джин Сок сбегает из фургона «Ю Сока». Последний попадает в аварию, в то время как Джин Сока также сбивает машина незнакомца, в результате чего к нему возвращаются воспоминания 1997 года.
В 1997 году показана вступительная сцена из фильма, за исключением того, что на этот раз Джин со своими настоящими родителями и старшим братом Ю Соком. Они попадают в автомобильную аварию, в которой погибают его родители, а брат получает тяжелейшие травмы. Джин Сок отчаянно нуждается в деньгах для операции Ю Соку, но наступают тяжёлые времена из-за азиатского финансового кризиса 1997 года. Он выходит в интернет в поисках работы, и аноним сообщает Джин Соку, что он заплатит ему за убийство чьей-то жены, но он должен оставить двоих детей невредимыми. Приехав в дом, не решается на убийство и уже собирается уйти, когда его видит мать, а затем и дочь, которая начинает кричать. Джин Сок убивает обеих. Младший ребёнок выходит из спальни и встречает Джин Сока, который говорит ему вернуться в постель. Уходя, он обнаруживает, что на самом деле это семья врача его брата.
Джин Сок встречается с анонимным мужчиной, который на самом деле является врачом Ю Сока, и требует рассказать, зачем тому потребовалась смерть жены. Доктор объясняет, что финансовый кризис разорил его, и он оформил несколько страховых полисов на свою жену, чтобы его дети не стали бездомными. Поскольку Джин Сок убил не только жену, но и дочь, доктор говорит, что Ю Сок тоже умрёт. Завязывается борьба, в результате которой доктор случайно падает с крыши.
События вновь переносятся в настоящее время, где Джин Сок просыпается в больнице. Молодой человек, затащивший Джина в фургон, также пережил аварию и теперь собирается отравить его смертельной инъекцией, но Джин сообщает ему, что к нему вернулась память. В свою очередь, «Ю Сок» рассказывает, что он был тем самым маленьким мальчиком двадцать лет назад, которого Джин Сок пощадил после убийства его матери и сестры. После смерти родителей и сестры его родственники забрали все деньги и оставили его расти в детском доме. Он умоляет Джин Сока сказать ему, почему он не убил и его, и были ли убийства спланированы его отцом. Джин Сок лжёт, пытаясь взять на себя всю ответственность, но молодой человек ему не верит.
Джин, теперь осознающий, что он действительно совершил убийства, сам себя отравляет инъекцией. Одновременно молодой человек смиряется с убийством своей семьи и выпрыгивает из окна больницы, разбиваясь насмерть.
Фильм возвращается в 1997 год. Семья Джина находится у озера. Джин Сока останавливает маленький мальчик, который предлагает ему леденец. Получив вежливый отказ, мальчик бежит к своей семье. Показано, что это была семья врача.

## В ролях
- Кан Ха Ныль в роли Джин Сока
- Ким Му Ёль в роли «Ю Сока»
- Мун Сон Гын в роли «отца»
- На Ён Хи в роли «матери»
- Чхве Го в роли Чхве Сын Ука
- Ким Хён Мок в качестве студента в полицейском участке
- Ю Ин Су в роли ученика старшей школы

## Производство
Основные съёмки начались 11 марта 2017 года и закончилась 8 июня. Что касается предпосылки фильма, Чан Хан Джун черпал вдохновение из истории, рассказанной ему другом, который вспомнил, как его двоюродный брат уехал из дома примерно на месяц и, вернувшись, оказался совершенно другим человеком. Чан также черпал вдохновение из французской народной сказки «Синяя борода».

## Релиз
Премьера фильма состоялась в кинотеатрах Республики Корея 29 ноября 2017 года.
В дальнейшем «Ночь воспоминаний» была выпущена на Netflix. Таким образом фильм стал доступен в 190 странах.